# Maurilia bilineata
Maurilia bilineata är en fjärilsart som beskrevs av M.Gaede 1915. Maurilia bilineata ingår i släktet Maurilia och familjen trågspinnare. Inga underarter finns listade i Catalogue of Life.